# Voduška puku
Voduška puku (Kobus vardonii) je antilopa obývající vlhké stepi západní až východní Afriky, zvláště na jižním území Demokratické republiky Kongo a Zambie. Podle některých zoologů lze spekulovat o možnosti, že jde o poddruh vodušky kob (Kobus kob). Populace ve volné přírodě se v současnosti odhaduje na přibližně 130 000 jedinců.

## Popis
Výška v kohoutku této antilopy se pohybuje kolem 80 cm, délka těla mezi 1,3–1,8 m a hmotnost mezi 70 až 80 kg. Svým zlatožlutým zbarvením se velice podobá vodušce kob a vodušce červené (Kobus leche), od kterých se liší delší srstí a zlatožlutě zbarvenými končetinami. Ocas je více nažloutlý a měří 18–30 cm. Břicho a spodní strana krku je zbarvena špinavě bíle, stejně jako skvrny kolem očí a tlamy. Rohy, které mají pouze samci, jsou až 50 cm dlouhé a nevýrazně lyrovitě tvarované.

## Chování

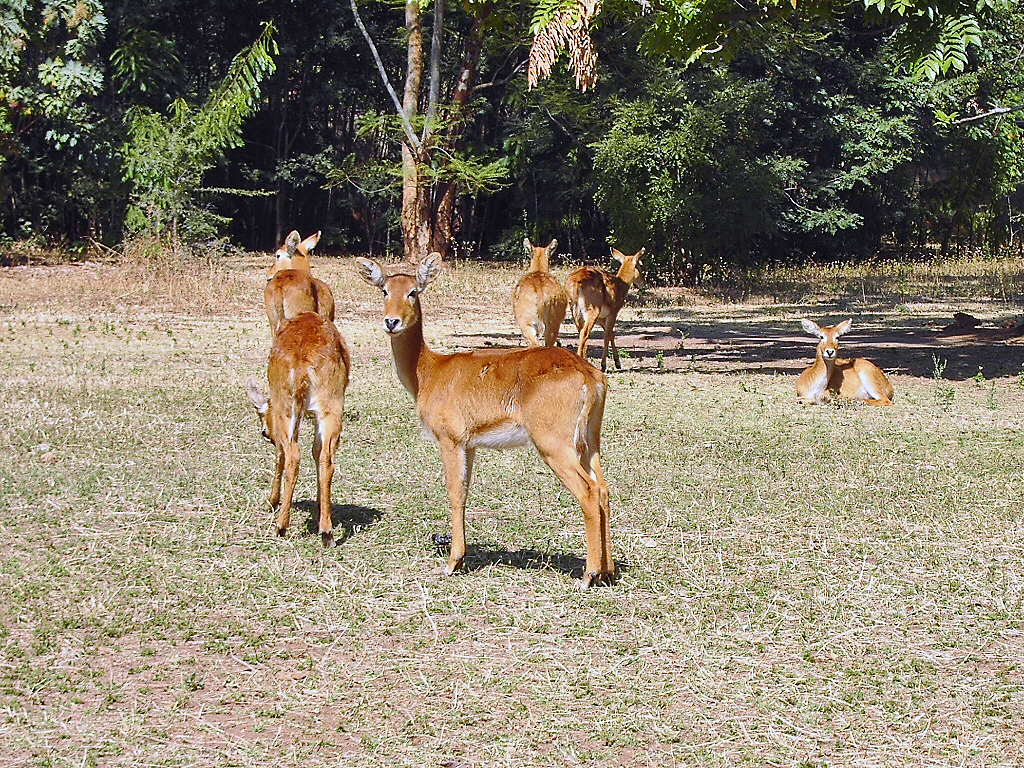
Skupina samic

Během horkých dnů zůstává ve stínu stromů a aktivní je jen ráno a v pozdním odpoledni, kdy hledá trávu, listy a kořínky. Pokud je vyrušena, vydává pískavý zvuk, který varuje další vodušky puku, ale i jiné antilopy na poměrně velkou vzdálenost. Během období sucha tvoří samice zhruba 30členná stáda, která se v období dešťů kvůli většímu bezpečí spojují a tvoří až 60členné skupiny. Samci žijí samotářsky a vlastní při vysokých populačních hustotách malé území, leky, při nižších hustotách obhajují teritoria. Pokud se stádo samic dostane na samcovo území, snaží se je zde samec na co nejdelší dobu zdržet.
Voduška puku se může zpravidla rozmnožovat po celý rok. Nejvíce mláďat se však rodí v období dešťů, tedy mezi lednem a dubnem, kdy je dostatek potravy a vody. Samice rodí zhruba po 240 denní březosti jediné mládě, které zůstává několik prvních dnů ukryto ve vegetaci, kde je částečně chráněno před svými hlavními predátory, a kde ho chodí matka pravidelně kojit a pojídat jeho trus, který by mohl pronikavým pachem predátory přilákat. Po několika týdnech mládě tento úkryt opouští a přidává se ke skupině dalších mláďat.

## Poddruhy
Rozeznáváme dva poddruhy:
- Kobus vardonii senganus
- Kobus vardonii vardonii [3]